# Меховский уезд
Меховский уезд — административная единица в составе Келецкой губернии Российской империи, существовавшая c 1837 года по 1919 год. Административный центр — город Мехов.

## История
Уезд образован в 1837 году в составе Краковской губерний, в 1842 году губерния была переименована в Келецкую. С 1844 года — в составе Радомской губернии, с 1867 года — в восстановленной Келецкой губернии. В 1919 году преобразован в Мехувский повят Келецкого воеводства Польши.

## Население
По переписи 1897 года население уезда составляло 114 410 человек, в том числе в городе Мехов — 4175 жит.

### Национальный состав
Национальный состав по переписи 1897 года:
- поляки — 106 834 чел. (93,4 %),
- евреи — 5766 чел. (5,0 %),
- русские — 1423 чел. (1,2 %),

## Административное деление
В 1913 году в состав уезда входило 24 гмин: 
| - Ваврженчице — с. Ваврженчице, - Велькозагурже — с. Загоржице, - Вержбно — д. Вержбно, - Грушов — д. Грушов-Казетей, - Ивановице — с. Ивановице, - Иголомия — с. Иголомия, - Кацище — с. Прандоцин, - Климонтов — д. Климонтов, | - Коваля — д. Коваля, - Козлов — с. Козлов, - Конюша — с. Конюша, - Ксенж-Вельский — д. Велька-Весь, - Лентковице — с. Лентковице, - Люборжица — с. Люборжица, - Михаловице — д. Михаловице, - Мехов — д. Яксице, | - Недзведзь — д. Недзведзь, - Нешков — д. Слабошов, - Полечница — с. Полечница, - Прошовице — пос. Прошовице, - Рацлавице — с. Рацлавице, - Ржежусня — д. Ржежусня, - Сломники — пос. Сломники, - Тчица — с. Тчица, |